# 北海道道1182号共和北インター線
北海道道1182号共和北インター線（ほっかいどうどう1182ごう きょうわきたインターせん）は、北海道岩内郡共和町内を結ぶ一般道道（北海道道）である。路線名は仮称。

## 概要

### 路線データ
- 起点 : 北海道岩内郡共和町国富（国道5号交点）
- 終点 : 北海道岩内郡共和町国富（倶知安余市道路共和北IC）
- 路線延長 : 0.940km（予定）[1]

## 歴史
- 2023年（令和5年）3月31日 - 共和北インター線（仮称）として路線認定[2]。

## 地理

### 通過する自治体
- 後志総合振興局
  - 岩内郡共和町

### 交差する道路
共和町
- 国道5号 - 国富（起点）
- 北海道道1178号泊共和線 - 国富（起点）
- 倶知安余市道路共和北IC - 国富（終点）建設中